# Hyperolius molleri
Hyperolius molleri es una especie de anfibios de la familia Hyperoliidae.
Es endémica de Santo Tomé y Príncipe.
Su hábitat natural incluye bosques tropicales o subtropicales secos y a baja altitud, montanos secos, ríos, marismas de agua dulce y corrientes intermitentes de agua dulce.
Está amenazada de extinción por la pérdida de su hábitat natural.